# بیس تلکام
بیس تلکام (انگلیسی: Base Telecom) شرکت مخابرات بلژیکی است، که در سال ۱۹۹۹ تأسیس شد.